# Cyathochaeta stipoides
Cyathochaeta stipoides är en halvgräsart som beskrevs av Karen Louise Wilson. Cyathochaeta stipoides ingår i släktet Cyathochaeta, och familjen halvgräs. Inga underarter finns listade i Catalogue of Life.